# Lincoln Stedman
Lincoln Stedman (18 de mayo de 1907 – 22 de marzo de 1948) fue un actor cinematográfico de nacionalidad estadounidense, activo en la época del cine mudo. 
Nacido en Denver, Colorado, sus padres eran los actores Marshall Stedman y Myrtle Stedman. Lincoln actuó en 81 filmes entre 1917 y 1934, iniciándose en el cine mudo en su infancia. Debido a su obesidad, de adolescente Stedman se asemejaba a Roscoe Arbuckle, lo cual le permitía interpretar de modo convincente papeles de adulto.
Lincoln Stedman falleció en Los Ángeles, California, en 1948, a causa de una dolencia cardiaca. Un mes antes había nacido su hija, Loretta Myrtle Stedman. Stedman fue enterrado en el Cementerio Holy Cross de Los Ángeles.

## Selección de su filmografía
- Under the Lash (1921)
- The Charm School (1921)
- One Terrible Day (1922)
- The Big Show (1923)
- The Prisoner (1923)
- A Pleasant Journey (1923)
- Lodge Night (1923)
- No Noise (1923)
- Let It Rain (1927)